# U-38 (1938)
| U-38                             | U-38 | U-38 |
| -------------------------------- | --- | --- |
|                                  | | |
|                                  | | |
| Зображення підводного човна U-38 | | |
| Під прапором                     | Третій Рейх | Третій Рейх |
| Спуск на воду                    | 9 серпня 1938 року | 9 серпня 1938 року |
| Виведений зі складу флоту        | 24 жовтня 1938 року | 24 жовтня 1938 року |
| Сучасний статус                  | 5 травня 1945 року затоплений у порту Везермюнде | 5 травня 1945 року затоплений у порту Везермюнде |
| Проєкт                           | | |
| Тип ПЧ                           | Торпедний ДПЧ | Торпедний ДПЧ |
| Розробник проєкту                | Deutsche Schiff- und Maschinenbau, AG Weser, Бремен | Deutsche Schiff- und Maschinenbau, AG Weser, Бремен |
| Основні характеристики           | | |
| Швидкість (надводна)             | 18,2 вузла | 18,2 вузла |
| Швидкість (підводна)             | 7,7 вузла | 7,7 вузла |
| Робоча глибина занурення         | 100 м | 100 м |
| Гранична глибина занурення       | 220 м | 220 м |
| Автономність плавання            | 78 миль (144 км) на швидкості 4 вузли (7,4 км/год) (у підводному положенні) 10 500 миль (19 400 км) на швидкості 10 вузлів (18,6 км/год) (у надводному положенні) | 78 миль (144 км) на швидкості 4 вузли (7,4 км/год) (у підводному положенні) 10 500 миль (19 400 км) на швидкості 10 вузлів (18,6 км/год) (у надводному положенні) |
| Екіпаж                           | 48 осіб | 48 осіб |
| Розміри                          | | |
| Довжина найбільша (по КВЛ)       | 76,50 м | 76,50 м |
| Ширина корпусу найб.             | 5,85 м | 5,85 м |
| Висота                           | 9,4 м | 9,4 м |
| Середня осадка (по КВЛ)          | 4,70 м | 4,70 м |
| Водотоннажність надводна         | 1032 т | 1032 т |
| Озброєння                        | | |
| Артилерія                        | 1 × 88-мм палубна гармата SK C/35 | 1 × 88-мм палубна гармата SK C/35 |
| Торпедно- мінне озброєння        | 4 носових і два кормових ТА. 22 торпеди або 44 міни TMA чи 66 TMB                                                                                                 | 4 носових і два кормових ТА. 22 торпеди або 44 міни TMA чи 66 TMB                                                                                                 |
| ППО                              | 1 × 37-мм зенітна гармата SKC/30 2 × 20-мм зенітні гармати FlaK 30                                                                                                | 1 × 37-мм зенітна гармата SKC/30 2 × 20-мм зенітні гармати FlaK 30                                                                                                |

U-38 — німецький підводний човен типу IX A, що входив до складу крігсмаріне за часів Другої світової війни. Закладений 15 квітня 1937 року на верфі Deutsche Schiff- und Maschinenbau, компанії AG Weser у Бремені. Спущений на воду 9 серпня 1938 року, 24 жовтня 1938 року корабель увійшов до складу ВМС нацистської Німеччини.

## Історія
U-38 належав до німецьких великих океанських підводних човнів типу IX A. За два тижні до початку Другої світової війни підводний човен вийшов з Вільгельмсгафена у визначений район у Північній Атлантиці в готовності до проведення атак на транспортних комунікаціях противника. Від 3 вересня 1939 року, коли на морі розпочався період активних бойових дій, і до останнього походу в листопаді 1941 року U-38 здійснив 11 бойових походів в Атлантичний океан, ставши десятим серед найрезультативніших підводних човнів Крігсмаріне у Другій світовій війні. Підводний човен потопив 35 суден та кораблів противника, сумарною водотоннажністю 188 967 брутто-регістрових тонн, а також пошкодив 1 судно (3670 GRT).
21 листопада 1941 року U-38 повернувся в Берген з останнього, одинадцятого, бойового походу, звідкіля вирушив до Балтійського моря, щоб увійти до складу 24-ї навчальної флотилії Крігсмаріне з базуванням на Штеттін. З грудня 1941 по листопад 1943 року U-38 перебував у складі 24-ї, а пізніше 21-ї навчальних флотилій, і більше ніколи на брав участь у бойових походах, — на його базі проводилася підготовка підводників. Пізніше використовувався як тестовий корабель. 5 травня 1945 року екіпаж затопив субмарину в порту Везермюнде.

## Командири
- Капітан-лейтенант Генріх Лібе (24 жовтня 1938 — 22 липня 1941)
- Корветтен-капітан Генріх Шух (15 липня 1941 — 6 січня 1942)
- Оберлейтенант-цур-зее Людо Крегелін (1943) — виконувач обов'язків.
- Оберлейтенант-цур-зее Гельмут Лауберт (5 січня — 22 серпня 1943)
- Оберлейтенант-цур-зее Пауль Зандер (23 серпня — 14 грудня 1943)
- Оберлейтенант-цур-зее Госке фон Меллендорфф (16 грудня — грудень 1943)
- Оберлейтенант-цур-зее Герберт Кюн (січень — 14 квітня 1944)
- Корветтен-капітан Георг Петерс (15 квітня 1944 — 5 травня 1945)

## Перелік уражених U-38 суден у бойових походах
| №                                                                          | Дата            | Назва                | Тип                         | Належність      | Водотоннажність (брт) | Вантаж | Конвой        | Результат та координати                                                | Наслідки атаки для екіпажу          | Прим.                                              |
| -------------------------------------------------------------------------- | --------------- | -------------------- | --------------------------- | --------------- | --------------------- | --- | ------------- | ---------------------------------------------------------------------- | ----------------------------------- | -------------------------------------------------- |
| Перший похід (19.08—18.09.1939, 31 доба; Вільгельмсгафен—Вільгельмсгафен)  |                 |                      |                             |                 |                       | |               |                                                                        |                                     |                                                    |
| 1                                                                          | 6 вересня 1939  | Manaar               | суховантажне судно          | Велика Британія | 7242                  | генеральний вантаж                                                                                            |               | потоплено 38°28′ пн. ш. 10°50′ зх. д. / 38.467° пн. ш. 10.833° зх. д.  | 70 (7 загиблих та 63 вціліло)       |                                                    |
| 2                                                                          | 11 вересня 1939 | Inverliffey          | танкер                      | Велика Британія | 9456                  | 13 000 тонн бензину                                                                                           |               | потоплений 48°14′ пн. ш. 11°48′ зх. д. / 48.233° пн. ш. 11.800° зх. д. | 49 (0 загиблих, усі вціліли)        |                                                    |
| Другий похід (14.11—16.12.1939, 33 доби; Вільгельмсгафен—Вільгельмсгафен)  |                 |                      |                             |                 |                       | |               |                                                                        |                                     |                                                    |
| 3                                                                          | 7 грудня 1939   | Thomas Walton        | суховантажне судно          | Велика Британія | 4460                  | баласт |               | потоплено 67°52′ пн. ш. 14°28′ сх. д. / 67.867° пн. ш. 14.467° сх. д.  | 44 (13 загиблих, 31 вцілілий)       |                                                    |
| 4                                                                          | 11 грудня 1939  | Garoufalia           | суховантажне судно          | Греція          | 4708                  | баласт |               | потоплено 64°36′ пн. ш. 10°42′ сх. д. / 64.600° пн. ш. 10.700° сх. д.  | 29 (4 загинуло та 25 врятовані)     |                                                    |
| 5                                                                          | 13 грудня 1939  | Deptford             | суховантажне судно          | Велика Британія | 4101                  | 6000 тонн залізної руди                                                                                       |               | потоплено 62°15′ пн. ш. 05°08′ сх. д. / 62.250° пн. ш. 5.133° сх. д.   | 39 (34 загинуло та 5 врятовані)     |                                                    |
| Третій похід (26.02—5.04.1940, 40 діб; Вільгельмсгафен—Вільгельмсгафен)    |                 |                      |                             |                 |                       | |               |                                                                        |                                     |                                                    |
| 6                                                                          | 9 березня 1940  | Leukos               | траулер                     | Ірландія        | 216                   | 21 тонна риби                                                                                                 |               | потоплений 55°39′ пн. ш. 08°45′ зх. д. / 55.650° пн. ш. 8.750° зх. д.  | 11 (усі загинули)                   |                                                    |
| 7                                                                          | 17 березня 1940 | Argentina            | суховантажне судно          | Данія           | 5375                  | генеральні вантажі                                                                                            |               | потоплено 60°47′ пн. ш. 0°30′ зх. д. / 60.783° пн. ш. 0.500° зх. д.    | 33 (усі загинули)                   |                                                    |
| 8                                                                          | 21 березня 1940 | Algier               | суховантажне судно          | Данія           | 1654                  | генеральні вантажі, зокрема 302 тонни міді, 228 тонн стануму, 130 пляшок ртуті та 11 автомобілів «Студебекер» |               | потоплено 60°17′ пн. ш. 2°49′ зх. д. / 60.283° пн. ш. 2.817° зх. д.    | 23 (5 загинули та 18 вижили)        |                                                    |
| 9                                                                          | 21 березня 1940 | Christiansborg       | суховантажне судно          | Данія           | 3270                  | 4107 тонн маїсу                                                                                               |               | потоплено 60°17′ пн. ш. 2°49′ зх. д. / 60.283° пн. ш. 2.817° зх. д.    | 25 (1 загиблий та 24 вціліло)       |                                                    |
| 10                                                                         | 26 березня 1940 | Cometa               | суховантажне судно          | Норвегія        | 3794                  | 3250 тонн генеральних вантажів та папір                                                                       |               | потоплено 60°06′ пн. ш. 4°36′ зх. д. / 60.100° пн. ш. 4.600° зх. д.    | 42 (усі вціліли)                    |                                                    |
| 11                                                                         | 2 квітня 1940   | Signe                | суховантажне судно          | Фінляндія       | 1540                  | баласт | Конвой HN 23A | потоплено 59°21′ пн. ш. 1°12′ зх. д. / 59.350° пн. ш. 1.200° зх. д.    | 19 (усі загинули)                   |                                                    |
| Четвертий похід (8.04—27.04.1940, 20 діб; Вільгельмсгафен—Вільгельмсгафен) |                 |                      |                             |                 |                       | |               |                                                                        |                                     |                                                    |
| П'ятий похід (6.06—2.07.1940, 27 діб; Вільгельмсгафен—Вільгельмсгафен)     |                 |                      |                             |                 |                       | |               |                                                                        |                                     |                                                    |
| 12                                                                         | 14 червня 1940  | Mount Myrto          | суховантажне судно          | Греція          | 5403                  | генеральні вантажі та лісоматеріали                                                                           |               | потоплено 50°03′ пн. ш. 10°05′ зх. д. / 50.050° пн. ш. 10.083° зх. д.  | 24 (4 загинули та 20 вижили)        |                                                    |
| 13                                                                         | 15 червня 1940  | Italia               | танкер                      | Норвегія        | 9973                  | 13 000 тонн авіаційного спирту                                                                                | Конвой HX 47  | потоплений 50°37′ пн. ш. 8°44′ зх. д. / 50.617° пн. ш. 8.733° зх. д.   | 35 (19 загинуло, 16 вцілілих)       |                                                    |
| 14                                                                         | 15 червня 1940  | Erik Boye            | суховантажне судно          | Канада          | 2238                  | 3568 тонн пшениці                                                                                             | Конвой HX 47  | потоплено 50°37′ пн. ш. 8°44′ зх. д. / 50.617° пн. ш. 8.733° зх. д.    | 22 (усі вціліли)                    |                                                    |
| 15                                                                         | 20 червня 1940  | Tilia Gorthon        | суховантажне судно          | Швеція          | 1776                  | вугілля |               | потоплено 48°32′ пн. ш. 6°20′ зх. д. / 48.533° пн. ш. 6.333° зх. д.    | 21 (10 загиблих та 11 вцілілих)     |                                                    |
| 16                                                                         | 21 червня 1940  | Luxembourg           | вантажне судно              | Бельгія         | 5809                  | генеральні вантажі, продовольство                                                                             |               | потоплено 47°25′ пн. ш. 4°55′ зх. д. / 47.417° пн. ш. 4.917° зх. д.    | 46 (5 загиблих та 41 вцілілий)      |                                                    |
| 17                                                                         | 22 червня 1940  | Neion                | суховантажне судно          | Греція          | 5154                  | генеральні вантажі, лігроїн                                                                                   |               | потоплено 47°09′ пн. ш. 4°17′ зх. д. / 47.150° пн. ш. 4.283° зх. д.    | 32 (1 загиблий та 31 вцілілий)      |                                                    |
| Шостий похід (1.08—3.09.1940, 34 доби; Вільгельмсгафен—Лор'ян)             |                 |                      |                             |                 |                       | |               |                                                                        |                                     |                                                    |
| 18                                                                         | 7 серпня 1940   | Mohamed Ali El-Kebir | військове транспортне судно | Велика Британія | 7527                  | 697 військових, військове майно, пошта                                                                        |               | потоплено 55°22′ пн. ш. 13°18′ зх. д. / 55.367° пн. ш. 13.300° зх. д.  | 862 (96 загинуло та 766 врятовані)  |                                                    |
| 19                                                                         | 11 серпня 1940  | Llanfair             | вантажне судно              | Велика Британія | 4966                  | 7800 тонн сирого цукру                                                                                        | Конвой SL 41  | потоплено 54°48′ пн. ш. 13°46′ зх. д. / 54.800° пн. ш. 13.767° зх. д.  | 32 (3 загинуло та 29 врятовані)     |                                                    |
| 20                                                                         | 31 серпня 1940  | Har Zion             | вантажне судно              | Велика Британія | 2508                  | 1000 пакунків спирту та 120 тонн добрив                                                                       | Конвой OB 205 | потоплено 56°20′ пн. ш. 10°00′ зх. д. / 56.333° пн. ш. 10.000° зх. д.  | 37 (36 загинуло та один врятований) |                                                    |
| Сьомий похід (25.09—24.10.1940, 34 доби; Лор'ян—Лор'ян)                    |                 |                      |                             |                 |                       | |               |                                                                        |                                     |                                                    |
| 21                                                                         | 1 жовтня 1940   | Highland Patriot     | вантажне судно              | Велика Британія | 14172                 | 5700 тонн генерального та замороженого вантажу                                                                |               | потоплено 52°20′ пн. ш. 19°04′ зх. д. / 52.333° пн. ш. 19.067° зх. д.  | 172 (3 загинуло та 169 врятовані)   |                                                    |
| 22                                                                         | 17 жовтня 1940  | Aenos                | вантажне судно              | Греція          | 3554                  | 6276 тонн пшениці                                                                                             | Конвой SC 7   | потоплено 58°56′ пн. ш. 13°03′ зх. д. / 58.933° пн. ш. 13.050° зх. д.  | 29 (4 загинуло та 25 врятовані)     |                                                    |
| 23                                                                         | 18 жовтня 1940  | Carsbreck            | вантажне судно              | Велика Британія | 3670                  | ліс | Конвой SC 7   | пошкоджено 58°56′ пн. ш. 13°03′ зх. д. / 58.933° пн. ш. 13.050° зх. д. | ? (? загинуло та ? врятованих)      | притягнуто на буксирі до Клайда корветом «Хартсиз» |
| 24                                                                         | 19 жовтня 1940  | Matheran             | вантажне судно              | Велика Британія | 7653                  | 3000 тонн заліза, 1200 тонн цинку, зерно, продукція машинобудування та генеральні вантажі                     | Конвой HX 79  | потоплено 57°00′ пн. ш. 17°00′ зх. д. / 57.000° пн. ш. 17.000° зх. д.  | 81 (9 загиблих та 72 вціліло)       |                                                    |
| 25                                                                         | 19 жовтня 1940  | Bilderdijk           | вантажне судно              | Нідерланди      | 6856                  | 8640 тонн зерна та генерального вантажу                                                                       | Конвой HX 79  | потоплено 56°35′ пн. ш. 17°15′ зх. д. / 56.583° пн. ш. 17.250° зх. д.  | 39 (усі вціліли)                    |                                                    |
| Восьмий похід (18.12.1940—22.01.1941, 36 діб; Лор'ян—Лор'ян)               |                 |                      |                             |                 |                       | |               |                                                                        |                                     |                                                    |
| 26                                                                         | 27 грудня 1940  | Waiotira             | вантажне судно              | Велика Британія | 12823                 | 7000 тонн генерального та замороженого вантажу                                                                |               | потоплено 58°10′ пн. ш. 16°56′ зх. д. / 58.167° пн. ш. 16.933° зх. д.  | 90 (1 загинув та 89 вціліли)        |                                                    |
| 27                                                                         | 31 грудня 1940  | Valparaiso           | вантажне судно              | Швеція          | 3760                  | 6181 тонна генерального вантажу                                                                               | Конвой HX 97  | потоплено 60°01′ пн. ш. 23°00′ зх. д. / 60.017° пн. ш. 23.000° зх. д.  | 35 (усі загинули)                   |                                                    |
| Дев'ятий похід (9.04—29.06.1941, 82 доби; Лор'ян—Лор'ян)                   |                 |                      |                             |                 |                       | |               |                                                                        |                                     |                                                    |
| 28                                                                         | 4 травня 1941   | Japan                | вантажне судно              | Швеція          | 5230                  | генеральний вантаж та вугілля                                                                                 | Конвой OB 310 | потоплено 10°15′ пн. ш. 16°33′ зх. д. / 10.250° пн. ш. 16.550° зх. д.  | 54 (усі вижили)                     |                                                    |
| 29                                                                         | 5 травня 1941   | Queen Maud           | вантажне судно              | Велика Британія | 4976                  | 7320 тонн вугілля, військове майно, у тому числі авіаційні запчастини                                         | Конвой OB 309 | потоплено 7°54′ пн. ш. 16°41′ зх. д. / 7.900° пн. ш. 16.683° зх. д.    | 44 (1 загиблий та 43 вижили)        |                                                    |
| 30                                                                         | 23 травня 1941  | Berhala              | вантажне судно              | Нідерланди      | 6622                  | 7200 тонн генеральних вантажів, у тому числі біла жерсть, локомотиви та літак                                 | Конвой OB 318 | потоплено 9°50′ пн. ш. 17°50′ зх. д. / 9.833° пн. ш. 17.833° зх. д.    | 64 (3 загинули та 61 вижив)         |                                                    |
| 31                                                                         | 24 травня 1941  | Vulcain              | суховантажне судно          | Велика Британія | 4362                  | 4617 тонн вугілля                                                                                             | Конвой OB 317 | потоплено 9°20′ пн. ш. 15°35′ зх. д. / 9.333° пн. ш. 15.583° зх. д.    | 42 (7 загиблих та 35 вцілілих)      |                                                    |
| 32                                                                         | 29 травня 1941  | Tabaristan           | вантажне судно              | Велика Британія | 6251                  | 3950 тонн арахісу, 2200 тонн чавуну, 560 тонн марганцевих руд та 140 тонн генеральних вантажів                |               | потоплено 6°32′ пн. ш. 15°23′ зх. д. / 6.533° пн. ш. 15.383° зх. д.    | 60 (21 загинув та 39 вцілілих)      |                                                    |
| 33                                                                         | 30 травня 1941  | Empire Protector     | вантажне судно              | Велика Британія | 6181                  | 2250 тонн бавовни, 4200 тонн насіння бавовни та 1252 тонн міді                                                |               | потоплено 6°00′ пн. ш. 14°25′ зх. д. / 6.000° пн. ш. 14.417° зх. д.    | 38 (5 загиблих та 33 вцілілих)      |                                                    |
| 34                                                                         | 31 травня 1941  | Rinda                | вантажне судно              | Велика Британія | 6029                  | 6719 тонн генерального вантажу, у тому числі бавовна                                                          |               | потоплено 6°52′ пн. ш. 15°14′ зх. д. / 6.867° пн. ш. 15.233° зх. д.    | 31 (13 загинуло та 18 вціліло)      |                                                    |
| 35                                                                         | 8 червня 1941   | Kingston Hill        | вантажне судно              | Велика Британія | 7628                  | 8300 тонн вугілля та 400 тонн генерального вантажу                                                            |               | потоплено 9°35′ пн. ш. 29°40′ зх. д. / 9.583° пн. ш. 29.667° зх. д.    | 62 (14 загинуло та 48 вціліло)      |                                                    |
| Десятий похід (6.08—14.09.1941, 40 діб; Лор'ян—Лор'ян)                     |                 |                      |                             |                 |                       | |               |                                                                        |                                     |                                                    |
| 36                                                                         | 8 червня 1941   | Longtaker            | вантажне судно              | Панама          | 1700                  | лісоматеріал та продовольство                                                                                 |               | потоплено 61°26′ пн. ш. 30°50′ зх. д. / 61.433° пн. ш. 30.833° зх. д.  | 27 (24 загинуло та 3 вціліло)       |                                                    |
| Одинадцятий похід (15.10—21.11.1941, 38 діб; Лор'ян—Берген)                |                 |                      |                             |                 |                       | |               |                                                                        |                                     |                                                    |